# Bear Creek (Floryda)
Bear Creek – jednostka osadnicza w Stanach Zjednoczonych, w stanie Floryda, w hrabstwie Pinellas.